# Renato Zero
Renato Zero, pseudonimo di Renato Fiacchini (Roma, 30 settembre 1950), è un cantautore e produttore discografico italiano.
Fra i cantautori italiani più popolari e di maggior successo, nel corso della sua lunga carriera ha pubblicato 45 album, di cui 33 in studio, 7 dal vivo e 5 raccolte ufficiali. Ha scritto complessivamente più di cinquecento canzoni, nonché numerosi testi e musiche per altri interpreti. Inoltre è stato 48 settimane al primo posto della classifica italiana.
È l'unico artista ad aver raggiunto il primo posto nella classifica degli album più venduti in Italia in sei decenni consecutivi. Con oltre 55 milioni di dischi venduti in Italia, altri 4 milioni nel resto del mondo e ben 48 settimane in testa alla classifica Renato Zero è uno dei più importanti, amati ed apprezzati cantautori italiani, considerato un vero e proprio chansonnier per le grandi capacità istrioniche.

## Biografia

Renato Zero nel 1968

Figlio di Domenico Fiacchini e Ada Pica, alla nascita venne colpito da una forma di anemia emolitica neonatale, che fu curata con una trasfusione completa del sangue. Dopo aver conseguito la licenza media, si iscrive all'Istituto di Stato per la cinematografia e la televisione Roberto Rossellini, che lascia al terzo anno, per dedicarsi alle sue passioni: la musica, la danza, il canto e la recitazione.
Nel 1968 partecipa al primo "Beat Raduno", un evento organizzato da un gruppo di giovani appassionati di musica beat, a Monte Compatri (RM): tra gli artisti premiati ci sono Maurizio Arena, Alberto Lupo, Isabella Biagini, Paolo Carlini, personaggi del cinema come Amedeo Nazzari e della musica come Domenico Modugno e Nilla Pizzi.
Un gruppo di giovani, tra cui Loredana Bertè, si esibisce ballando su una pedana circolare, posta ai piedi del palco. Il cantautore si esibisce per la prima volta qui cantando coi The Spaectres Groups. Partecipa con gli amici del Beat Raduno al film di Fernando Di Leo Brucia ragazzo, brucia.
Giovanissimo, inizia a travestirsi e a esibirsi in piccoli locali romani, assumendo, come sfida verso i denigratori («Sei uno zero», è la frase che si sente ripetere più spesso), proprio il suo pseudonimo. A 14 anni ottiene il suo primo contratto, al Ciak di Roma, per 500 lire al giorno. Viene notato da Don Lurio, in una delle tante serate trascorse al Piper, noto locale notturno di Roma. Da qui ha origine la scrittura per il gruppo di ballo, chiamato i Collettoni, che fa da supporto a una giovanissima Rita Pavone nel suo show serale.
Partecipa anche ad alcuni caroselli per una nota marca di gelato. È proprio in quegli anni che nasce l'amicizia con le sorelle Loredana Bertè e Mia Martini, trio che spesso gira la penisola in cerca di scritture. Proprio con Loredana fa parte del gruppo di ballo sopra citato "I Collettoni". Il primo 45 giri, Non basta, sai/In mezzo ai guai, viene pubblicato nel 1967. Prodotto da Gianni Boncompagni, anche autore del testo con le musiche di Jimmy Fontana, vende soltanto venti copie (verrà poi inserito come omaggio nel documentario La notte di Icaro, circa vent'anni dopo).
Interpreta la parte del venditore di felicità nella versione discografica e cinematografica del musical Orfeo 9 di Tito Schipa Jr. Lavora come comparsa in alcuni film di Federico Fellini (Fellini Satyricon e Casanova) e fa parte del cast della versione italiana del musical Hair, insieme, tra gli altri, a Loredana Bertè, Glen White e Teo Teocoli.

### Anni settanta: costruzione del personaggio, primi album e il successo

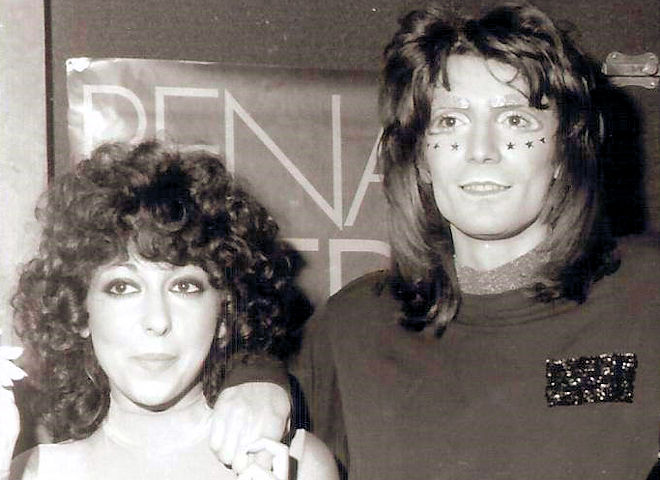
Renato Zero e Marina Marfoglia nel 1973

Nei primi anni settanta, con lo sviluppo completo del glam rock, caratterizzato da cipria e paillettes, proporrà il suo personaggio. Questo personaggio provocatorio e alternativo verrà raccontato in pezzi come Mi vendo e nell'intero album Zerofobia, da Morire qui a La trappola, da L'ambulanza al brano-emblema della filosofia zeriana, Il cielo. Più tardi, Renato verrà citato come pioniere del glam rock dal sito americano Dangerous Mind.
Al periodo successivo (Zerolandia) si ascrivono pezzi come Triangolo, Fermoposta e Sbattiamoci, che si fondono e si completano con messaggi pro vita e anti aborto, già presenti nei primi album (Sogni nel buio), nonché anti-droga (La tua idea, interamente scritta da Renato, parole e musica, Non passerà, Uomo no e L'altra bianca) e contro il sesso troppo facile (Sesso o esse). Nelle composizioni più recenti dell'artista, e ad esempio nell'album Il dono si alternano temi sociali (Stai bene lì, Radio o non radio, Dal mare) e spirituali-esistenziali (Immi ruah, La vita è un dono).

Il 1970 è l'anno della versione italiana del musical statunitense Hair. Al progetto, oltre al giovane cantante romano, aderiscono giovani quali il cantante britannico Glen White e Teo Teocoli. Andrà in scena al Teatro Sistina di Roma. Nel 1973 esce il primo album ufficiale della sua carriera ed è intitolato No! Mamma, no!, che è registrato in studio.

Renato Zero si esibisce con Triangolo nel 1978

Resteranno famose, soprattutto, le canzoni Paleobarattolo (che verrà re-incisa nell'album Sulle tracce dell'imperfetto, dove sarà accompagnata, alla fine, da un medley strumentale delle canzoni La favola mia, Il carrozzone, Amico e Il cielo) e No! Mamma, no! Nel 1974 nasce Invenzioni con i brani Qualcuno mi renda l'anima, L'evento, Tu che sei mio fratello, Depresso.
Nel 1976 prepara un nuovo album e la sua prima tournée, entrambi con uno stesso filo conduttore: Trapezio. Per la prima volta entra in classifica, nella hit parade dei dischi più venduti, il suo 45 giri Madame/Un uomo da bruciare, sale fino alla quindicesima posizione e inoltre "Madame" è in gara al Festivalbar 1976. Sempre di questo periodo è la presenza nella trasmissione RAI Zero & Company. È il 1977 e Renato si rimette al lavoro, realizzando Zerofobia. La molla trascinante sarà il successivo spettacolo che prende lo stesso titolo dell'album. Il disco avrà un notevole successo di vendite, così come il 45 giri Mi vendo/Morire qui. Nel disco è presente anche una cover in lingua italiana di Dreamer dei Supertramp, qui divenuta Sgualdrina. Nel 1978 crea la Zeromania Music Edizioni e una nuova etichetta: Zerolandia, distribuita dalla casa discografica RCA. Dopo l'album precedente, il pubblico si aspetta sempre di più e l'artista pubblica Zerolandia, una sorta di viaggio senza passaporto, nella terra senza tempo e senza certezza. Brani come La favola mia, Sogni di latta, Triangolo, Sesso o esse, Sbattiamoci, Una guerra senza eroi, Uomo no, diventano immediatamente dei veri e propri "cult" e il 45 giri Triangolo/Sesso o Esse balza subito ai vertici della hit parade, così come l'album.
Nel 1979 esce nelle sale cinematografiche un film che lo vede protagonista: Ciao nì!, che riscuote un grande successo. Nello stesso anno affitta un tendone dai circensi Togni e lo chiama Zerolandia. Pubblica un nuovo lavoro discografico intitolato EroZero, logica conseguenza del precedente. Il singolo Il carrozzone/Baratto, così come l'album stesso, arriveranno al primo posto in classifica e vi rimarranno per ben otto settimane. A settembre vincerà la Gondola d'Oro grazie alle vendite del suo singolo.

### Anni ottanta: tre anni di fortuna

Renato Zero e Loredana Bertè negli anni settanta

Nel 1980 realizza e pubblica Tregua, dedicato al padre Domenico, scomparso nello stesso anno. Il 45 giri Amico/Amore sì, amore no arriva immediatamente al primo posto in classifica, dove resterà per dieci settimane, assieme all'album. Nel 1981, a marzo, pubblica il doppio live Icaro, contenente due brani inediti, Chi più chi meno e Più su, oltre alle sue canzoni più riuscite, rigorosamente dal vivo. È un successo senza precedenti per un disco live, che arriva al primo posto in classifica.
In estate, senza nessun preavviso, Zero pubblica il singolo Galeotto fu il canotto/Più su. Subito dopo l'estate l'artista si mette al lavoro per un nuovo album, che segnerà una parziale rottura col passato, visto che alla produzione e agli arrangiamenti non ci saranno più Piero Pintucci e Ruggero Cini, quest'ultimo scomparso pochi mesi prima. L'intenzione è quella di rappresentare gli opposti: il bianco e il nero, il bene e il male, il polo sud e il polo nord. Tra ottobre e novembre Renato entra in sala di registrazione e il 1º dicembre presenta Artide Antartide, grazie al quale vincerà il premio per il disco più venduto dell'anno (un milione e trecentomila copie vendute). L'album assume un sound diverso dai precedenti, frutto della collaborazione con la band progressive Osanna, il sassofonista Elio D'Anna del gruppo R&B Showmen e del suo chitarrista Corrado Rustici; i brani del doppio album hanno contenuti di denuncia sociale, che rendono l'album una sorta di raccolta di storie "pasoliniane" di periferia romana, ispirate ai suoi anni giovanili trascorsi alla Montagnola di Roma. Si apre col brano Pionieri e contiene canzoni come Ed io ti seguirò, Marciapiedi, Non passerà, Sterili, Padre nostro, Il jolly, Gente, Stranieri.

Renato Zero canta il brano Sterili durante Natale a Zerolandia 1981/82

Nel 1982 partecipa come ospite fisso, con un suo spazio denominato Fantastico Zero, alla trasmissione del sabato sera di Rai 1 Fantastico 3, dove presenterà brani storici del suo repertorio intervallati ad altri della nuova produzione, raccolti nel doppio album Via Tagliamento 1965/1970. Il disco è un tributo al periodo del Piper e arriva subito al primo posto in classifica dove resterà per otto settimane consecutive. Il nuovo lavoro discografico viene presentato proprio al Piper Club e vengono invitati i frequentatori dell'epoca. Le canzoni più rappresentative di quel periodo sono: Piper Club, Che bella libertà, La facciata, Resisti, Ragazzo senza fortuna, Angeli, Ci tira la vita, Soldi (sigla finale di Fantastico 3), Viva la Rai (sigla del suo spazio sempre all'interno di Fantastico 3), Ancora fuoco.
Presenta in radio Rai la trasmissione Zerolandia fermoposta, il cui successo porterà a trasmettere altre due edizioni.
Il 1983 è l'anno del minialbum estivo Calore, pubblicato con il marchio Qdisc. Renato, per ringraziare il suo pubblico, esegue questo lavoro discografico che avrà un notevole gradimento (resterà sei settimane consecutive al primo posto della classifica).

#### 1984-1989: crisi e rinascita
Nel 1984, dopo la chiusura del tendone Zerolandia, prepara un concept album dove mette in risalto un artista che, nonostante tutto, non vuole mollare e che esige il suo spazio dopo anni di dura gavetta. Per presentare il nuovo lavoro discografico, organizza una conferenza stampa allo Zoo di Roma e per ribadire la sua rabbia, si presenta indossando una pelle di leone con tanto di pigmei al seguito. La provocazione ottiene il suo scopo e il disco, dal titolo Leoni si nasce, sale subito al primo posto in classifica, ma uscendone rapidamente. È l'inizio di una crisi di consensi che ne caratterizzerà la carriera fino alla fine degli anni ottanta. Da uomo a uomo, Per non essere così e Giorni, sono le canzoni di maggior impatto.

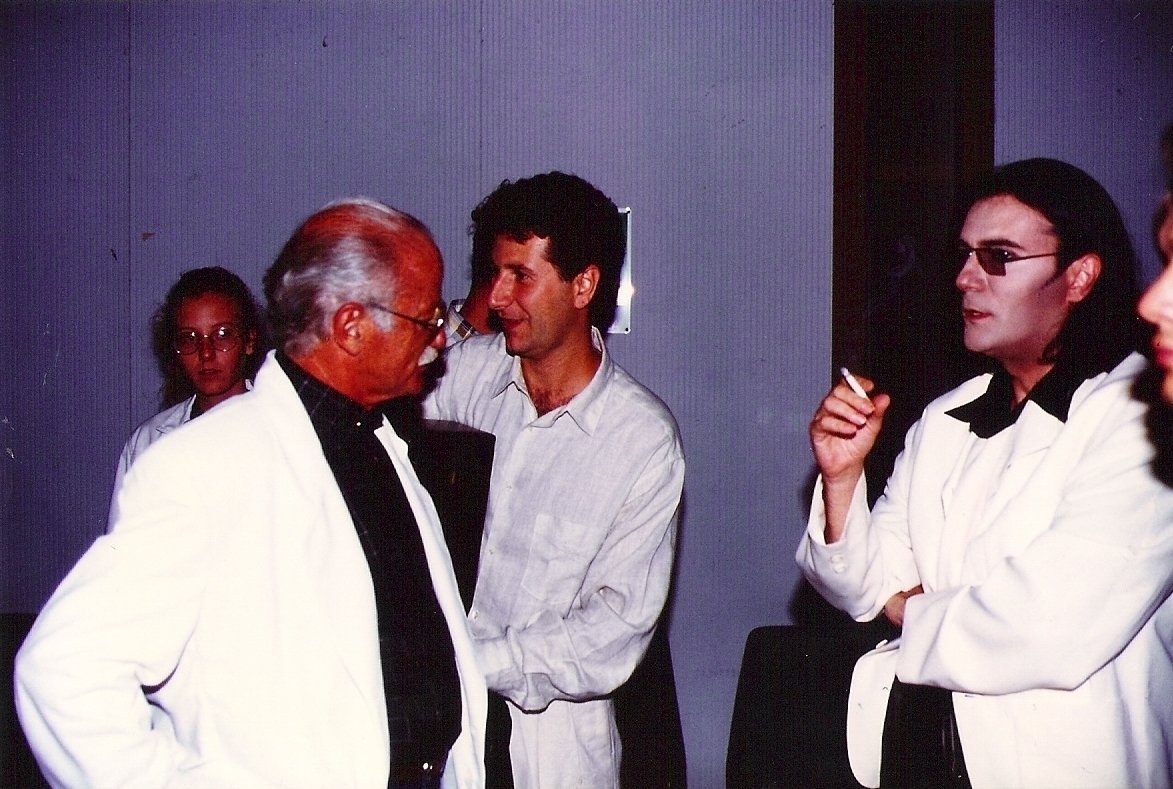
Renato Zero (sulla destra), insieme a Fabio Fazio e Gino Paoli

Per questo lavoro discografico si avvale dell'orchestra sinfonica della Rai diretta dal Maestro Renato Serio. Poco prima di Natale, registra in diretta un album composto da vecchi successi completamente riarrangiati dal Maestro Renato Serio ed eseguiti da un'orchestra composta da venticinque elementi. Nell'album Identikit Zero sono compresi anche due brani inediti: La gente come noi e Io qui. Nel 1986 l'artista abbandona i costumi variopinti per presentarsi in una veste più sobria. È l'anno di Soggetti smarriti, un lavoro discografico che inaugura una nuova era del cantautore. Tutt'oggi sono ancora top secret i musicisti e gli studi usati per la realizzazione. L'album vincerà il disco d'oro per centomila copie vendute. Brani di maggior successo: Infiniti treni, Fantasmi, Ostinato amore, Problemi.
Nel 1987 organizza una conferenza stampa per presentare il nuovo lavoro discografico intitolato, opportunamente, Zero. Il disco è stato mixato al Puk Studio in Danimarca e il suo staff è quello di sempre con l'aggiunta di Troiani e Lakatos per i brani, rispettivamente, Ho dato, Telecomando, Artisti. Canzoni di maggior successo Siamo eroi, Calendario, Promessa, Più o meno. L'album è un flop, riuscendo a malapena a raggiungere la top 20, fermandosi al 13º posto. Il tour seguente, tuttavia, ottiene un discreto successo. Il 1989 è l'anno della svolta ed ecco, quindi, il viaggio nel Regno Unito, alla ricerca di suoni nuovi e nuove ispirazioni.
L'incontro con Geoff Westley (produttore di Lucio Battisti in Una donna per amico e Una giornata uggiosa, di Claudio Baglioni in  Strada facendo, Riccardo Cocciante, Laura Pausini, Mango, Anna Oxa, i Bee Gees), sarà molto importante per l'artista, che inoltre conoscerà e collaborerà con Phil Palmer (collaboratore di alcuni tra i più grandi artisti internazionali, tra cui Paul McCartney, Bob Dylan, Frank Zappa, Elton John, Eric Clapton, Dire Straits, Pete Townshend, Tina Turner, Pet Shop Boys, Tears for Fears, George Michael, Robbie Williams). Il risultato è un album ricco di suoni e di sfaccettature. Il titolo del lavoro è Voyeur. Il disco viene registrato e mixato al Parsifal Studio di Londra e contiene brani quali: Il canto di Esmeralda, Voyeur, I nuovi santi, Accade, Talento, Rose, Ha tanti cieli la luna. L'album si riaffaccia nelle zone alte della classifica, facendo da preludio alla definitiva rinascita degli anni novanta. Il CD contiene tre brani in più rispetto alla versione pubblicata in LP e musicassetta.

### Anni novanta: ritorno al successo

Renato Zero nel 1993 durante una tappa del tour ZerOpera

Nel 1991 partecipa per la prima volta al Festival di Sanremo, con una canzone scritta per l'occasione da Mariella Nava: Spalle al muro. La sua esibizione, così come il significato del brano, ricevono un lunghissimo applauso con tutto il pubblico in piedi. Non vincerà la kermesse, arrivando secondo, ma sarà l'inizio di un nuovo successo di pubblico. Il disco live Prometeo, contenente il brano sanremese, nonché un altro brano inedito scritto da Renato nel 1965, L'equilibrista, ha venduto 250 000 copie e ha raggiunto la terza posizione nella Hit Parade. All'incisione di Spalle al muro partecipa la Royal Philharmonic Orchestra di Londra, diretta e arrangiata da Geoff Westley. Per Natale pubblica una raccolta di inediti, scritti tra il 1977 e il 1990, alcuni riveduti e corretti: La coscienza di Zero.
Nel 1992 torna in televisione per presentare, in compagnia di Giancarlo Magalli e Barbara De Rossi, 1, 2, 3... Rai e con l'occasione presenta il progetto Fonòpoli. Sua la sigla del programma Menefotto. Nel 1993 esce il nuovo album Quando non sei più di nessuno e Renato Zero è per la seconda volta in gara al Festival di Sanremo con il brano Ave Maria. Alla fine della sua esibizione, tutto il pubblico, in piedi, gli tributa un applauso di 4 minuti e 8 secondi. Per questo lavoro ha convocato musicisti stranieri, Centofanti, il Maestro Serio, l'Orchestra Sinfonica e il Coro dell'Unione Musicisti di Roma. I testi sono tutti di Renato Zero, fatta eccezione per Figli della guerra e Casal de' pazzi (liberamente tratto dagli scritti di Pier Paolo Pasolini), per i quali ha chiesto la collaborazione di Franca Evangelisti.

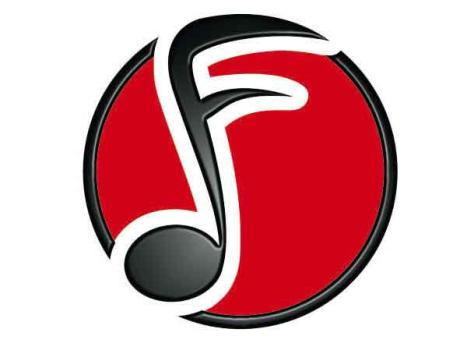
Logo di Fonòpoli

Le musiche sono state arrangiate dal maestro Renato Serio e da Dario Baldan Bembo. Contemporaneamente incide il mini album Passaporto per Fonòpoli, contenente un calendario disegnato da Giovanni Barca e la Tessera dell'Associazione, i cui proventi sono interamente destinati a Fonòpoli. Il CD contiene tre brani inediti (Menefotto, I ragazzi nella pioggia e Giorni senza storia) più Ave Maria, già inclusa nell'album precedente. Il 1993 sarà anche l'anno del suo ritorno sulle scene, da cui mancava da tre anni, con la tournée ZerOpera, tenuta nei principali teatri italiani, eseguita insieme all'Orchestra Filarmonica di Parma.
La prima data venne tenuta al Teatro Regio di Parma. Durante la manifestazione molti convenuti, sprovvisti di biglietto, prendono d'assedio il Regio per assistere al concerto. Il tour si conclude il 2 giugno allo Stadio Flaminio di Roma.
Il 1994 è l'anno de L'imperfetto. Il disco viene registrato e mixato presso lo Studio Fonòpoli di Roma con la partecipazione di tredici musicisti e di coristi di Baraonna, Augusto Giardino e Pasquale Schembri. 
Sempre dello stesso anno è la partecipazione alla colonna sonora del film di Henry Selick, prodotto da Tim Burton, Nightmare Before Christmas. Le canzoni in cui è presente l'artista, scritte nella versione italiana da Carla Vistarini, sono Re del blu re del mai, Cos'è, Assemblea cittadina, L'ossessione di Jack, Far Natale, Povero Jack e Finale/Reprise. Inoltre presta la voce al personaggio Jack Skeletron nei dialoghi. La sua interpretazione viene elogiata dall'unanimità della critica, riscuotendo parecchio successo. Lo stesso Tim Burton dichiarerà che l'interpretazione di Renato risulta superiore rispetto alla versione in lingua originale, donando al protagonista del film una drammaticità e uno stile inarrivabili.
Nel 1995 pubblica l'album, omaggio per i trent'anni di carriera, Sulle tracce dell'imperfetto. A questo lavoro partecipa l'Orchestra dell'Accademia Musicale Italiana diretta e arrangiata dal Maestro Renato Serio, oltre che i musicisti della ritmica (i collaboratori usuali di Renato). Il disco contiene il brano I migliori anni della nostra vita, titolo che sarà usato per presentare il cofanetto natalizio contenente i due album L'imperfetto e Sulle tracce dell'imperfetto. Quest'ultima è una delle sue canzoni più celebri, oltre a essere la sigla iniziale delle varie edizioni del programma I migliori anni condotto da Carlo Conti.
Nel 1996 è coautore di Letti insieme a Umberto Bindi: Bindi e i New Trolls presentano il brano al festival di Sanremo 1996.
Nel 1998 Renato pubblica il lavoro discografico Amore dopo amore, che contiene fra le altre canzoni la celebre Cercami. Risulterà essere uno dei dischi più venduti dell'anno in Italia. L'album è stato realizzato dal cantautore e prodotto da Stefano Senesi, Phil Palmer, Stephen W. Tayler e Renato Serio con i musicisti dell'Orchestra Aurora e arrangiata e diretta dal maestro Renato Serio con i musicisti della ritmica. Nel 1999, Renato pubblica l'album live Amore dopo amore, tour dopo tour, registrato a Milano, al Mediolanum Forum di Assago, il 20 ottobre 1998 da Franco Finetti. I cinque brani inediti sono stati registrati presso lo Studio Fonopòli di Roma e sono Si sta facendo notte, Che strano gioco è, Al buio, Il circo e Il coraggio delle idee. Il 1º giugno 1999 partecipa al Pavarotti & Friends, duettando con il tenore sulle note di Il cielo. Nello stesso anno viene pubblicato il singolo Il coraggio delle idee/Matti. Quest'ultima è una delle canzoni più conosciute dal pubblico televisivo, essendo ancora oggi sigla iniziale delle varie edizioni del programma Ciao Darwin condotto da Paolo Bonolis e Luca Laurenti.

### Anni 2000

#### Televisione,La curva dell'angelo,Cattura,Il donoeRenatissimo!

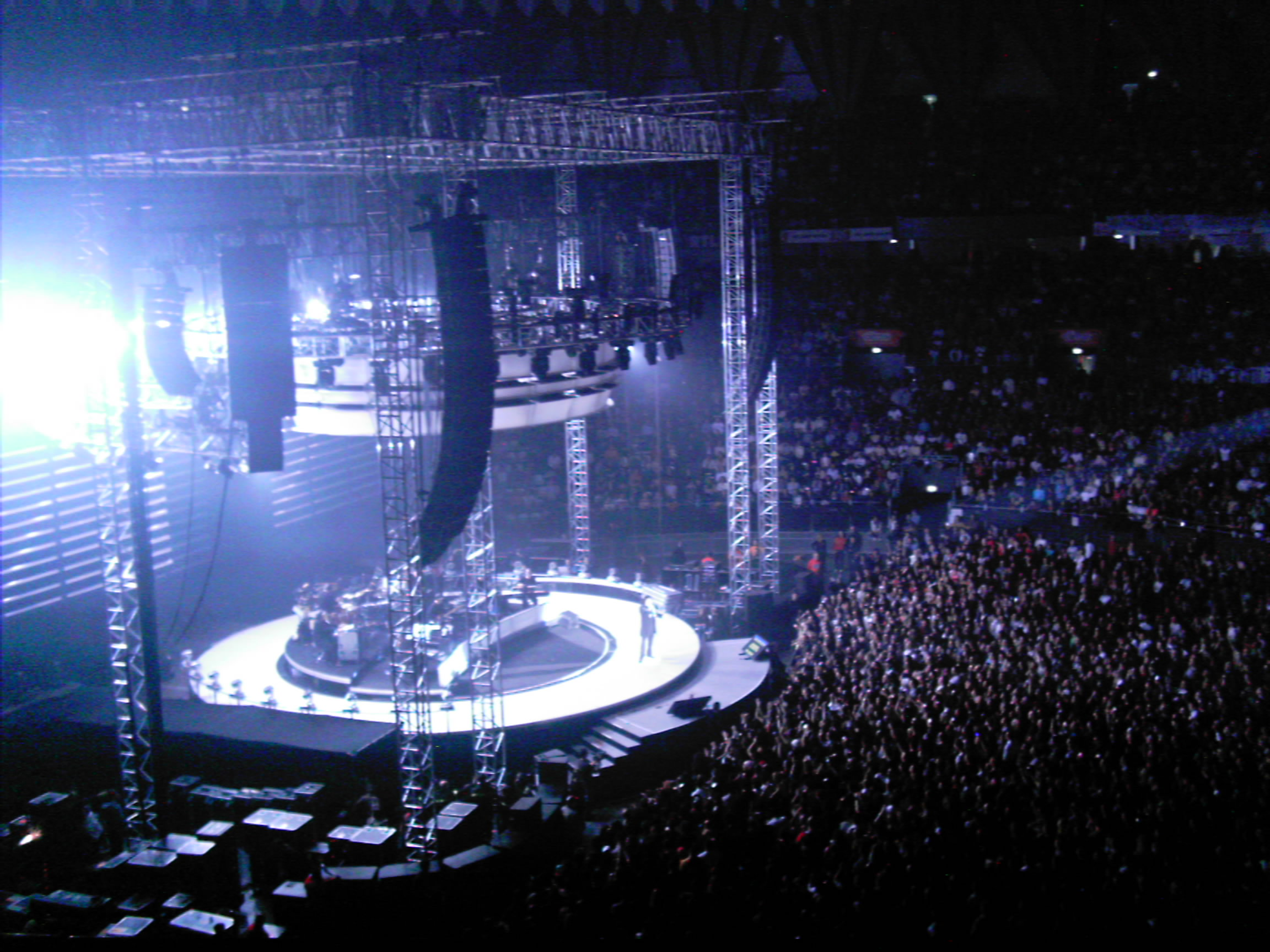
Renato Zero al PalaLottomatica di Roma nel 2006

Nel 2000 conduce, in prima serata su Rai 1, il programma Tutti gli zeri del mondo, vestendo i panni dello showman. Nello stesso anno viene accusato di lesioni e minacce nei confronti di un ex dipendente, accusa dalla quale viene assolto cinque anni dopo.
Nel 2001, l'album La curva dell'angelo lo riporta primo in classifica e alla decima posizione nella classifica annuale degli album più venduti. Il tour Prove di volo del 2002 raccoglie mezzo milione di spettatori e ottiene il premio per la migliore tournée dell'anno, conquistando anche un tutto esaurito allo stadio Olimpico di Roma, con oltre 70 000 biglietti venduti. Sempre nello stesso anno si affianca a lui Mariani Mariano suo stretto collaboratore. Il 13 aprile Renato Zero è ospite del varietà Stasera pago io condotto da Fiorello, esibendosi in una versione de Il carrozzone in spagnolo, intitolato La carroza.
L'album Cattura, presentato per la prima volta in anteprima in diretta radiofonica su Rai Radio 1, al Teatro Eliseo di Roma, esce alla fine del 2003 (7 novembre) e, nel giro di poche settimane, diventa uno degli album più venduti dell'anno, piazzandosi al quinto posto della classifica annuale. Contiene Magari, ma anche altri brani quali: Come mi vorresti, Figlio (dedicata a Roberto, il giovane da lui adottato legalmente proprio quell'anno), L'altra sponda (in cui si invitano i gay e gli "esclusi" a non vergognarsi di sé stessi) e il brano Naturalmente strano.
Nel 2004 il giro di concerti Cattura il sogno/Il sogno continua entra nella classifica Pollstar dei tour di maggior successo a livello mondiale piazzandosi solamente dietro gli U2 con il "tutto esaurito" nelle date di San Siro a Milano, del Bentegodi a Verona, del Franchi a Firenze e dell'Olimpico a Roma. Il doppio tutto esaurito allo stadio Olimpico gli fa meritare l'ironico titolo di "nuovo imperatore di Roma". Il DVD Figli del sogno, cronaca fedele di quello spettacolo, risulta il più venduto dell'anno. Il 2 luglio 2005 partecipa al Live8 romano al Circo Massimo, eseguendo Cercami e Nei giardini che nessuno sa, e duettando con Claudio Baglioni e Laura Pausini sulle note de I migliori anni della nostra vita davanti a 700 000 persone e in diretta mondiale sui canali BBC e CBS.
Il 18 novembre, anticipato dal singolo Mentre aspetto che ritorni, esce l'album Il dono, pubblicato in tre diverse versioni. L'album arriva al primo posto della hit parade e vi rimane fino alla fine del 2005: in sole sei settimane, conquista il quarto posto nella classifica annuale. I successi discografici di Renato Zero degli ultimi anni sono ottenuti senza godere sostanzialmente di passaggi radiofonici: i grandi network, a cui dedica il polemico brano Radio o non radio, non trasmettono infatti i suoi brani.
Sempre nel 2004 è l'autore italiano della canzone Il nostro festival, che gareggia al 47º Zecchino d'Oro. A dicembre viene ricevuto in Vaticano, dove si esibisce nell'aula Paolo VI, eseguendo La vita è un dono, canzone dedicata a papa Giovanni Paolo II nonché alla neonata nipotina. Dal 26 dicembre 2005 al 6 gennaio 2006, conduce per dieci serate la trasmissione radiofonica su Radio 2 Radio 2 - Renato 0, in cui ripercorre le tappe più significative della sua carriera, insieme a molti amici dello spettacolo. Nel febbraio 2006 parte il nuovo tour Zeromovimento, che fa registrare ovunque il tutto esaurito, già in prevendita, con molte date aggiunte, per venire incontro alle richieste del pubblico, per un totale di 25 serate. Sempre a febbraio, rifiuta il premio alla carriera, che vorrebbero consegnargli sul palco del Festival di Sanremo.
Il 17 novembre dello stesso anno la Sony Music (casa discografica dell'artista, dopo il primo lungo periodo alla RCA, poi diventata BMG) pubblica la raccolta Renatissimo!, per festeggiare quarant'anni di carriera. L'uscita del cofanetto è anticipata dalla diffusione in radio di un singolo inedito: Sono innocente. Renatissimo! contiene la nuova Fammi sognare almeno tu e anche la prima e unica versione studio di Più su. Brano questo fino ad allora disponibile soltanto nell'esecuzione dal vivo, inserita nel doppio album dal vivo Icaro, di cui rappresenta anche il singolo trainante, un doppio lato A con il brano di studio Galeotto fu il canotto, ripreso anche da Mina in Mina Nº 0. Il 16 novembre, primo giorno prima dell'uscita effettiva nei negozi di musica, grazie alle oltre 240 000 prenotazioni, il cofanetto conta già tre dischi di platino. Renatissimo! esce in tre versioni diverse: con copertina color oro, con copertina color argento e in un'edizione limitata, che in più, rispetto alle precedenti, conta nel primo dei tre dischi le versioni remix, a uso dei DJ, mai pubblicate su CD, di Mi vendo e Morire qui. In sole sei settimane, la raccolta diventa il quinto album più venduto in Italia nel 2006.
A fine febbraio vengono presentati al Festival di Sanremo due brani con testo di Renato Zero: Nel perdono (cantata da Al Bano, nella sezione "Campioni") e La vita subito (cantata da Jasmine, nella categoria "Giovani"). Lo stesso Zero sale sul palco dell'Ariston come ospite: si esibisce, a notte inoltrata, con uno share di oltre il 60% (quasi sei milioni di spettatori), il più alto di tutto il festival escluse le premiazioni dei vincitori. Nonostante la scarsa pubblicità e il fatto che il tour arrivi a un solo anno dal precedente, MpZero si rivela un successo.
A gennaio 2008, la Universal ristampa su DVD la VHS uscita nel 1991: Zero 40 Live. Nonostante si tratti di un vecchio filmato, peraltro messo in vendita senza alcuna pubblicità, a una settimana dall'uscita il DVD raggiunge clamorosamente la prima posizione in classifica. Nell'aprile 2008, Zero lancia la sua prima linea di occhiali Nero d'Autore. A settembre partecipa a Carràmba che fortuna, annunciando la prossima uscita di un nuovo album nel segno dell'amore. In edicola, a partire dal 25 agosto 2008, per sei lunedì con la rivista TV Sorrisi e Canzoni viene pubblicata una raccolta dedicata a Renato Zero formata dai sei album degli anni settanta No! Mamma, no!, Invenzioni, Trapezio, Zerofobia, Zerolandia ed EroZero.

#### Indipendenza discografica conPresentee loZeroNoveTour
Il 29 gennaio 2009 viene ufficializzata la notizia: il nuovo album di Renato Zero uscirà il 20 di marzo e conterrà 17 brani inediti. A metà febbraio viene rivelato il titolo del nuovo album, Presente. Il 9 marzo il singolo Ancora qui viene trasmesso in esclusiva sul sito web del Corriere della Sera, per essere poi trasmesso dalle radio a partire dal 13 marzo. Negli stessi giorni viene girato il videoclip del brano, che vede la partecipazione di celebrità quali, tra gli altri, Paola Cortellesi, Massimo Ghini, Asia Argento, Giorgio Panariello.
La novità di Presente è che Zero lancia il self made disco: per il nuovo lavoro ha scelto, dopo il divorzio dalla Sony, di non affidarsi ad alcuna casa discografica per la distribuzione dei suoi dischi. È la prima volta nella storia della discografia italiana che un artista importante non si avvale di una major o di un'etichetta indipendente affermata per la produzione, il marketing e soprattutto, la distribuzione del proprio album. Presente entra direttamente al primo posto in classifica con il triplo disco di platino conquistato in soli sette giorni. L'album Presente si piazza in seconda posizione nella classifica annuale degli album più venduti del 2009 dietro a Tiziano Ferro, vendendo circa 700 000 copie.

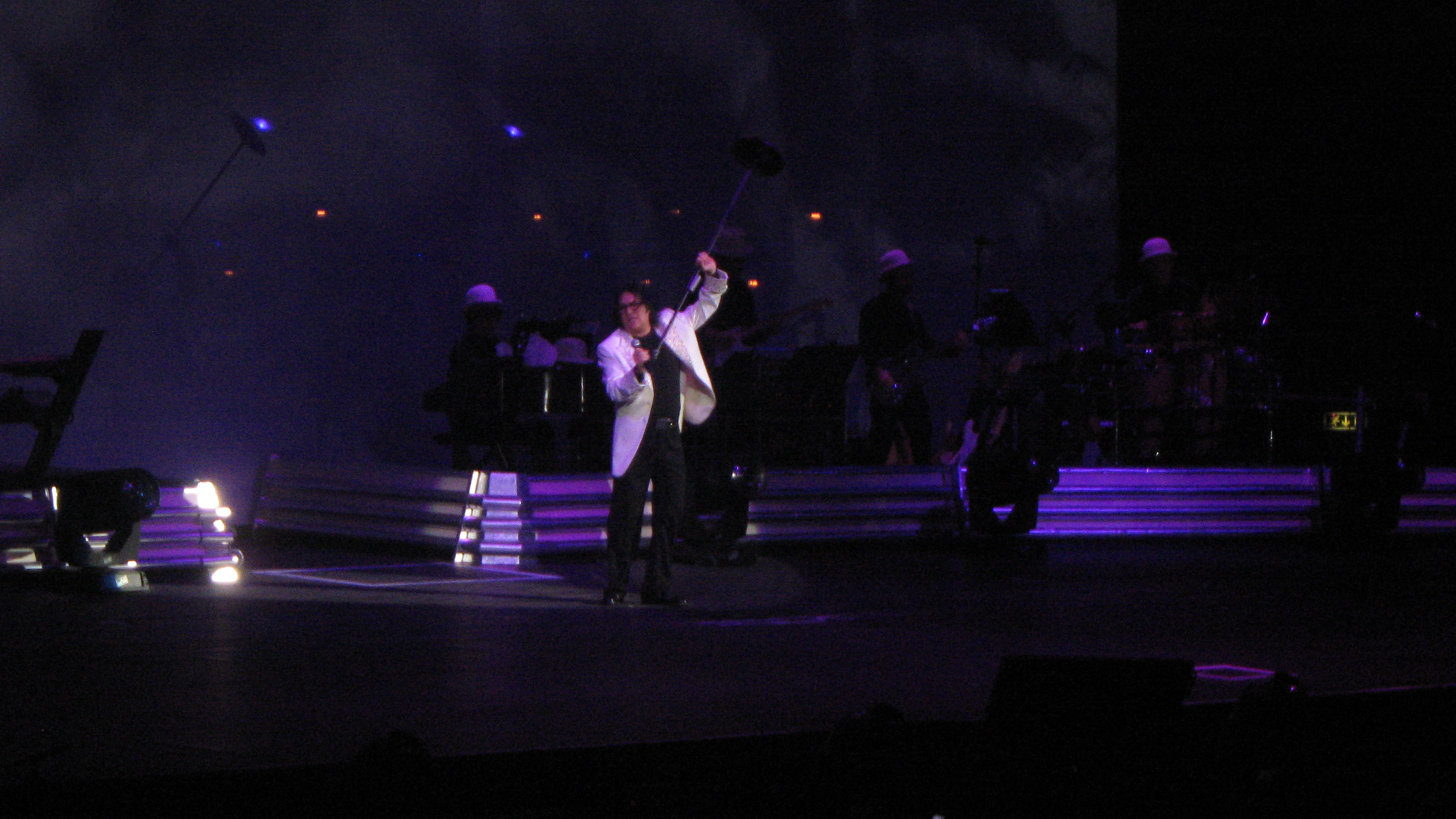
Renato Zero durante lo ZeroNoveTour, al PalaLottomatica di Roma nel 2009

Il 20 giugno 2009 Renato Zero è organizzatore di un concerto allo Stadio Olimpico di Roma in favore dei terremotati del terremoto dell'Aquila del 2009. All'iniziativa benefica, intitolata Corale per il popolo d'Abruzzo, assistono 32 000 spettatori, e prendono parte, oltre a Renato Zero, Claudio Baglioni, Pino Daniele, Gigi D'Alessio, Fiorella Mannoia e tanti altri cantanti affiancati da alcune star della televisione. Il 3 ottobre 2009 il talk-show Che tempo che fa gli dedica un'intera puntata speciale per inaugurare la settima stagione del programma.
Da ottobre parte il suo nuovo tour, lo ZeroNoveTour. Passando da 10 a 30 date, aumentate per il gran numero di richieste da parte del pubblico, l'artista si esibisce in tutta Italia, partendo dal Palasport di Acireale (16 ottobre) e concludendo gli spettacoli a Roma al PalaLottomatica, per la fine del 2009 (21-22 dicembre). Il 10 dicembre 2009, in occasione della giornata del Premio Videoclip Italiano, Renato Zero riceve il premio per l'arte videomusicale. Il 9 maggio 2010 è ospite a Domenica in nel segmento condotto da Pippo Baudo per presentare il DVD Presente ZeroNoveTour.

### Anni 2010

#### I festeggiamenti delSei Zeroe le raccolteSegreto amoreePuro spirito
L'11 maggio 2010 esce Presente ZeroNoveTour, live che testimonia fedelmente lo spettacolo tenutosi al Mediolanum Forum l'11 e 12 dicembre 2009. Il concerto entra direttamente al primo posto della classifica dei DVD più venduti della settimana (Music Charts – Gfk Retail And Technology) mentre Presente, in allegato all'interno della confezione deluxe, risale la classifica di vendita dei dischi posizionandosi al secondo posto, riuscendo a stabilire il record di un album per un numero di settimane in classifica, battendo Zerofobia, e l'unico ad aver conquistato il disco di diamante.
A fine mese fa molto scalpore un'intervista al Corriere della Sera, in cui dichiara che presto uscirà una canzone in cui risponderà definitivamente alle domande sul suo orientamento sessuale.
Dal 29 settembre al 9 ottobre dello stesso anno ha tenuto una serie di otto concerti-evento dal titolo Sei Zero, svoltisi in Piazza di Siena a Roma, per festeggiare il suo sessantesimo compleanno. In undici giorni totalizza oltre 100 000 spettatori paganti.
Il 4 novembre sono state pubblicate le ristampe rimasterizzate di quattro album da anni fuori catalogo: Tregua (1980), Artide Antartide (1981), Via Tagliamento 1965/1970 (1982) e Prometeo (1991).
Il 16 novembre è uscita la raccolta Segreto amore, che contiene tredici brani d'amore incisi tra il 1982 e il 2003 e due inediti: Segreto amore e Roma, presentata per la prima volta nei concerti Sei Zero.
Il 18 dicembre su Canale 5 è stato trasmesso un riassunto dei concerti Sei Zero in prima serata con la regia di Roberto Cenci, che ha registrato 4 118 000 telespettatori e uno share del 19,5% battendo tutte le altre reti.
Il 10 maggio 2011 è uscito il triplo DVD Sei Zero che testimonia le otto serate dell'omonimo concerto. Oltre ai DVD il cofanetto contiene un diario di circa 200 pagine che testimonia i sessant'anni del cantautore. Il giorno dell'uscita viene proiettato in dieci cinema di altrettante città italiane e in pochi giorni si piazza subito al primo posto della classifica ufficiale dei DVD più venduti in Italia.
Nello stesso anno ha vinto, nell'ambito del Festival dell'inquietudine di Finalborgo, il premio Inquieto dell'anno 2010 con questa spiegazione: "Il cantante romano è inquietamente protagonista del panorama musicale italiano".
Renato è stato premiato ai Wind Music Awards 2011 ricevendo il disco di platino per l'album Segreto amore e anche un premio per il Sei Zero che diventerà il DVD più venduto del 2011. Nel mese di novembre sono stati ripubblicati due album fuori catalogo in versione rimasterizzata: Zero (1987) e Voyeur (1989).
Nello stesso mese si è diffuso nel web il backstage del videoclip dell'annunciato nuovo singolo Sorridere sempre. Il 29 novembre esce un best of intitolato Puro spirito che a differenza della precedente raccolta ha come filo conduttore l'ironia e spiritosaggine. Viene inserito anche l'inedito Testimone.
Il 20 dicembre si è esibito per beneficenza al 105 Stadium di Genova insieme ad altri grandi della musica italiana e il ricavato fu devoluto alle vittime dell'alluvione di Genova del 4 novembre 2011.
Il 22 settembre 2012 ha fatto parte del cast dei 14 big che hanno aderito al concerto per i terremotati d'Emilia Italia Loves Emilia che si è tenuto a Campovolo in Reggio Emilia, e ha cantato: Cercami, Resisti, I migliori anni della nostra vita e Amico. Quest'ultima è stata cantata in un'inedita versione reggae insieme con Jovanotti.

#### 2013-2015: Il ritorno con il progettoAmoe l'esperimento della mostra ZERO

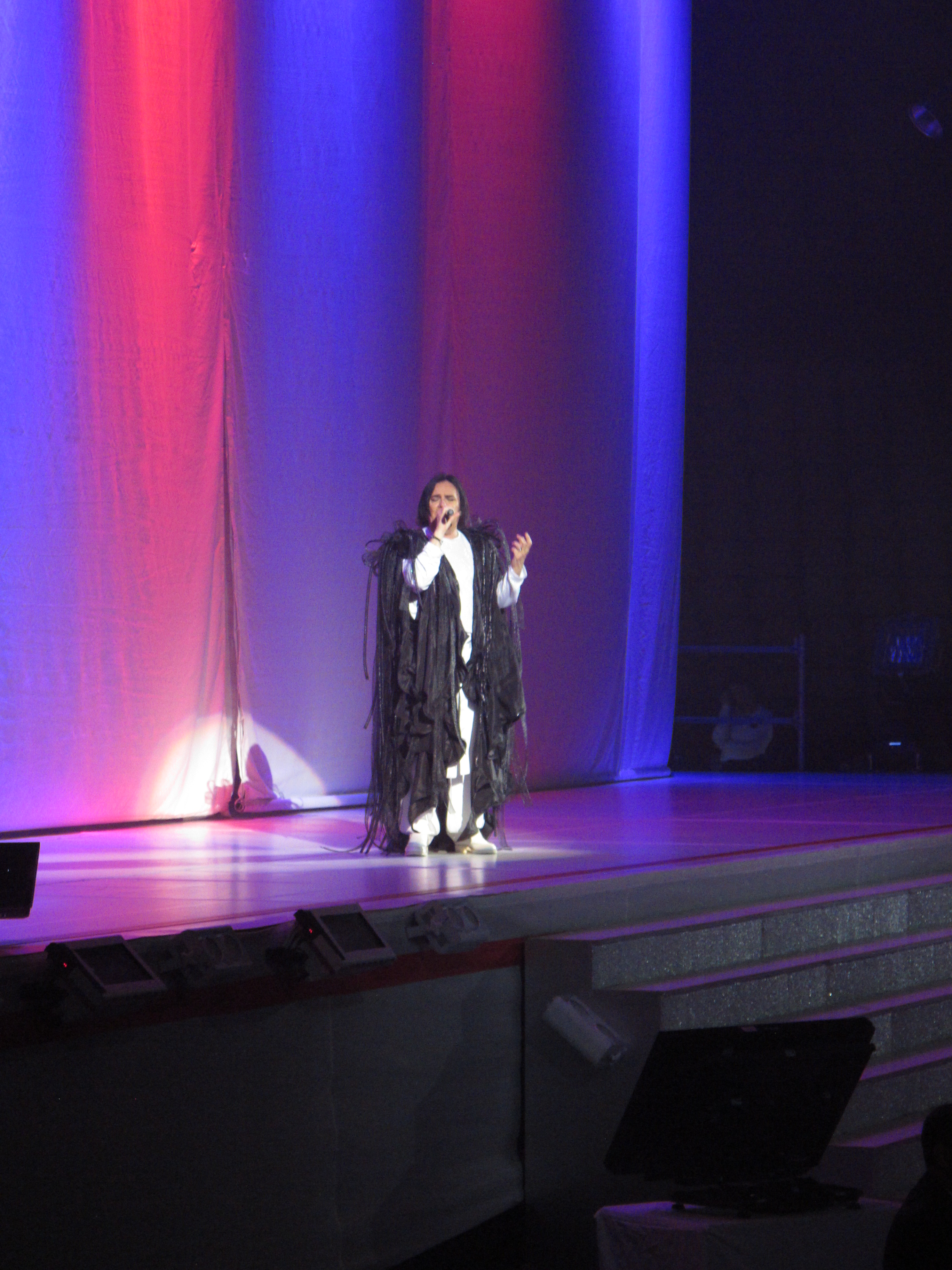
Renato Zero durante l'esecuzione del medley iniziale nella tappa del 4 maggio 2013 di Amo in Tour

Nei primi mesi del 2013, a distanza di quattro anni dall'ultimo album di inediti, venne ufficializzato sul web che Renato avrebbe pubblicato un nuovo disco completamente diverso dai precedenti e dal respiro internazionale, definendolo il lavoro più ambizioso della sua carriera: il 5 dicembre venne rivelato che il cd è stato registrato tra Italia, Londra e Budapest con la collaborazione di Trevor Horn nel ruolo di produttore principale e dei musicisti Micky Feat, Geoff Dugmore, Greg Burk per la produzione londinese e Lele Melotti, Paolo Costa e Danilo Madonia per la produzione italiana. Phil Palmer è chitarrista in tutte le sessioni; il 22 gennaio Discoteca Laziale rivelò ufficialmente il titolo, la tracklist e la copertina.
Il 1º marzo uscì il singolo Chiedi di me, che anticipava l'uscita dell'album Amo - Capitolo I prevista per il 12 marzo.
Il 4 marzo si esibì come ospite al concerto organizzato da Rai Uno per celebrare quello che sarebbe stato il settantesimo compleanno del cantautore Lucio Dalla. Qui ha cantato in ordine L'anno che verrà (in duetto con Gianni Morandi) e l'inedito del nuovo album Lu; il 16 marzo, invece, fu ospitato nel programma televisivo I migliori anni condotto da Carlo Conti dove per un'ora (detta Ora Zero) presentò il suo nuovo album Amo, parlando anche della sua carriera. Il 27 aprile al PalaLottomatica di Roma parte il nuovo tour, Amo in Tour.

Il 3 giugno partecipa alla settima edizione dei Wind Music Awards presentando una versione disco del singolo Chiedi di me con alcune modifiche anche nel testo che fa da sigla di apertura della serata. Contemporaneamente viene premiato da Loredana Bertè. L'8 giugno è stato ospite alla serata benefica, in onda su Rai 1 condotta da Carlo Conti, Con il cuore - Nel nome di Francesco.

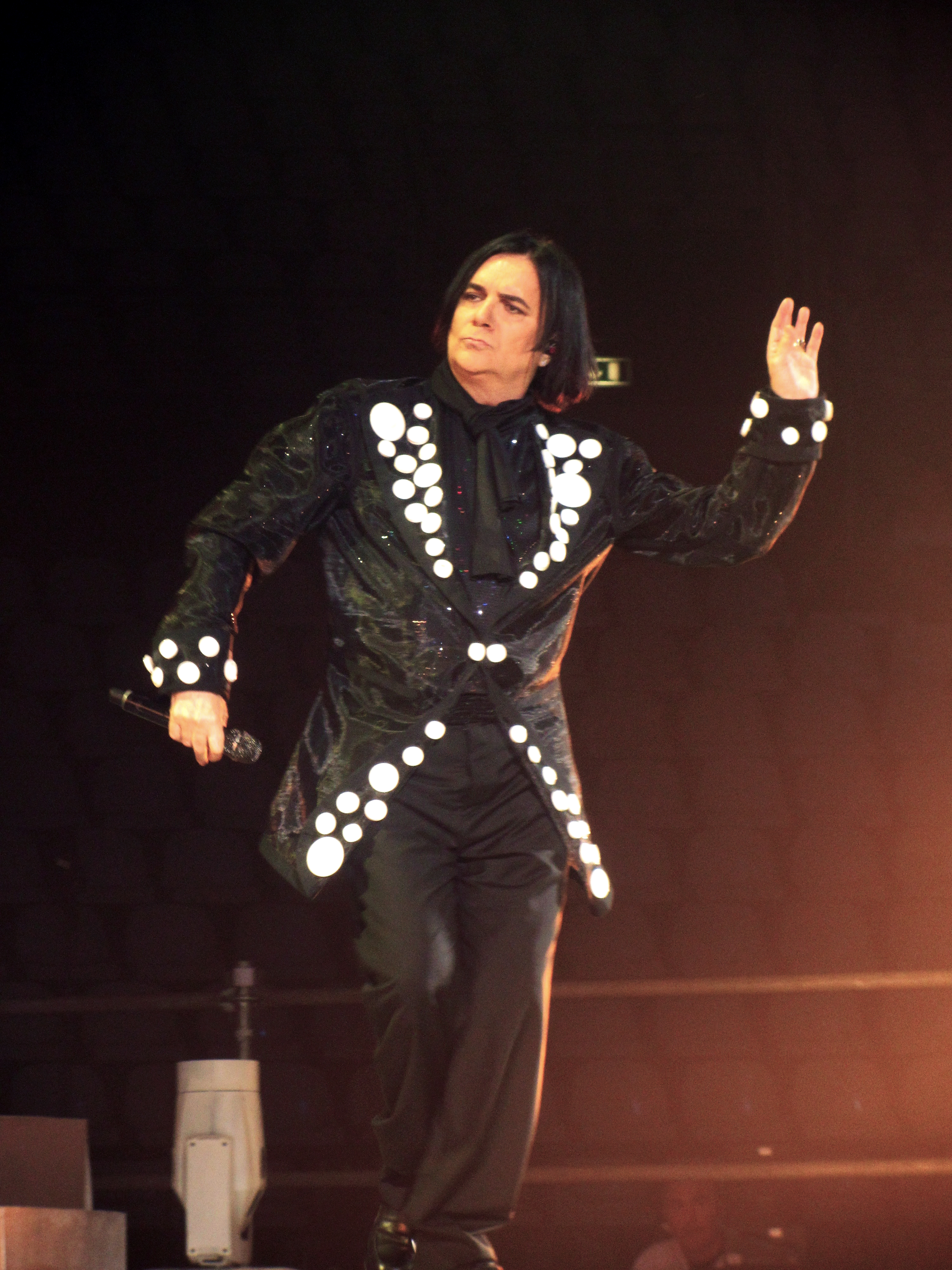
Renato Zero durante Amo in Tour nel 2013

Il 9 settembre viene ufficializzato che il secondo capitolo di "Amo", sarà pubblicato il 29 ottobre, su etichetta Tattica e distribuzione Indipendente Mente. Il nuovo disco contiene 15 tracce e viene anticipato dal singolo Nessuno tocchi l'amore, in rotazione radiofonica da fine settembre. Il 26 novembre è in uscita il cofanetto Amo - Capitolo III contenente il primo e il secondo capitolo di Amo, un poster/puzzle, la spiegazioni di tutti e 29 i brani contenuti nei due capitoli (denominato Renato racconta) e altro materiale inedito.
A partire dal luglio 2014 si comincia a parlare di un ritorno di Renato con importanti news. Viene poi comunicato tramite gli account ufficiali sui social che le suddette news arriveranno il 30 settembre 2014, giorno del compleanno del cantante romano. Lo stesso giorno viene rivelato, attraverso l'hashtag #ritornoazero sui profili Twitter di Renato e dello scrittore Vincenzo Incenzo che il progetto è una mostra, intitolata ZERO, che si terrà presso La Pelanda - Centro di Produzione Culturale in collaborazione con il MACRO - Museo d'Arte Contemporanea Roma, dal 18 dicembre 2014 al 22 marzo 2015.
Il 29 ottobre 2014 l'Associazione Culturale Fonopoli, di cui il cantautore è Presidente onorario, lancia il bando di concorso intitolato ZERO in letteratura che ha come fine promuovere e valorizzare i contenuti, le strutture e il valore sociale dei testi di Renato Zero. La partecipazione è riservata alle scuole secondarie di secondo grado di Roma e prevede l'analisi testuale di una delle canzoni proposte. Alla Scuola dove risulterà iscritto il vincitore e allo stesso verrà erogato un premio di 1 000 € che sarà consegnato dallo stesso Zero durante la cerimonia di premiazione.
Nel marzo 2015 viene annunciata la sua partecipazione al talent show di Maria De Filippi: Amici 14. Sarà il giudice nella prima puntata del programma insieme a Francesco Renga e Sabrina Ferilli. Ritorna ad Amici 14 come ospite nella puntata del 30 maggio 2015 duettando con la band della squadra blu, capitanata da Elisa, The Kolors.
Il 4 agosto 2015 è ospite al concerto di Andrea Bocelli tenutosi al Teatro del Silenzio di Lajatico. Per quest'occasione Renato ha duettato con Bocelli sulle note de Il carrozzone e ha poi eseguito da solo il brano Morire qui.

#### 2016:Alt

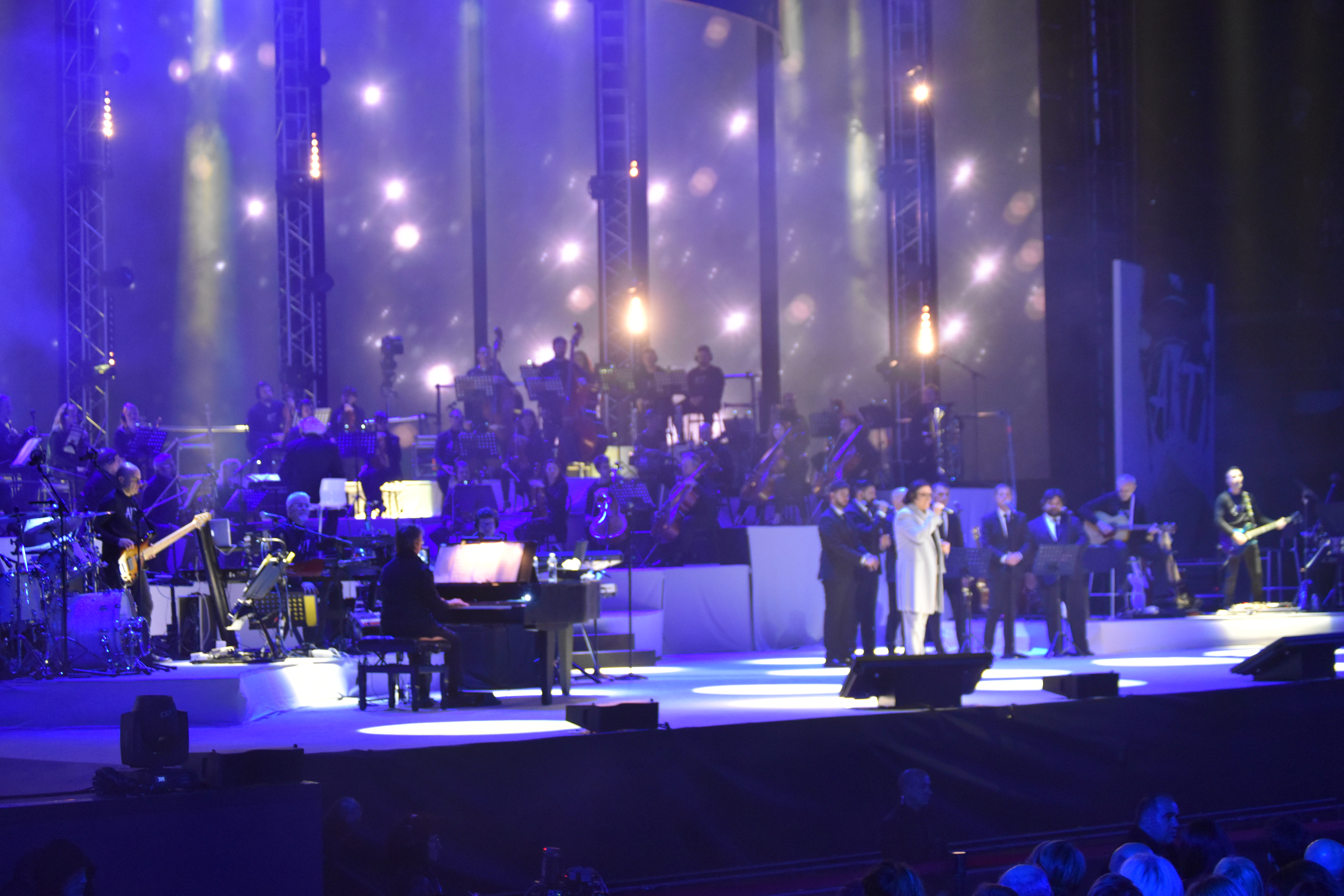
Renato Zero durante una delle tre tappe tenute all'Arena di Verona

Nel mese di ottobre la sua pagina Facebook rivela che il lungo silenzio discografico sta per terminare; viene infatti pubblicata la foto di uno studio di registrazione accompagnata dalla didascalia: "tempo di tornare dalla gente mia", frase tratta dal brano del 1993 Il ritorno.
Il 12 gennaio 2016 viene confermata la sua partecipazione alla serata finale del Festival di Sanremo 2016, in qualità di super ospite. Durante l'esibizione esegue un medley: La favola mia/Più su/Amico/Nei giardini che nessuno sa/Cercami/Il cielo/I migliori anni della nostra vita e su richiesta di Carlo Conti esegue due versioni di Triangolo e Mi vendo. Infine rivela il titolo del 28º album in studio Alt, in uscita l'8 aprile 2016, ed esegue il brano inedito Gli anni miei raccontano.
Il 2 marzo è stato pubblicato per il download digitale il primo singolo estratto da Alt, ovvero Chiedi, e il 4 marzo, con una breve anticipazione di qualche giorno prima viene caricato il videoclip ufficiale sul canale YouTube dell'artista. Non appena viene pubblicato su iTunes, il singolo arriva al primo posto del sito per download scaricati nel giro di poche ore.
Dall'1 al 3 giugno 2016 si esibisce all'Arena di Verona con "Alt - Arena arrivo!" ricevendo grandi consensi di pubblico e critica e rispolverando brani del passato molto affini al genere di testi dell'ultimo lavoro "Alt", alcuni di questi ripescati nel suo vasto repertorio sono "I nuovi santi" e "Figli della guerra". Nel corso dei tre concerti, il cui “meglio di” viene trasmesso su Rai 1 il 17 settembre, Zero propone all'inizio dei medesimi un brano inedito dal titolo "Non dimenticarti di me" dedicato chiaramente a tutti i suoi fan che da tantissimi anni lo seguono in tutte le sue tournée.
Nel giugno 2016, nel corso di fugaci apparizioni in radio per continuare a promuovere il disco, l'artista comunica che in autunno 2016 partirà la tournée ufficiale del disco, dove verranno toccate le maggiori città tra cui Milano, Bologna e Roma. Segue un'improvvisata sorpresa nei giorni successivi in cui su un balcone di una casa di Trastevere canta il nuovo singolo "Rivoluzione" vestito con un cilindro in cui invita ancora una volta i giovani a ribellarsi nell'anonimato in cui rischiano di cadere, facendo prevalere sempre le loro idee di novità. L'11 luglio 2016 la FIMI certifica "Alt" disco di platino.
I tre concerti disputati a giugno all'Arena di Verona vengono utilizzati per un cofanetto che comprende due CD e un DVD contenenti il meglio di questo spettacolo. Il titolo dell'opera è "Arenà - Renato Zero si racconta". il 29 dicembre arriva in edicola Zero Collection, una raccolta del cantante distribuita da Sorrisi e Canzoni TV, contenente 12 DVD con la videografia inedita e completa che celebra il cantante, ripercorrendo dagli inizi tutta la sua carriera.

#### L'esperimento di 'teatro totale' conZerovskij - Solo per amore(2017)
A pochi mesi dalla conclusione di Alt in Tour, Zero si cimenta in uno dei progetti più ambiziosi della sua carriera: il 20 marzo 2017 presenta un doppio album di inediti dallo stile pop-sinfonico, esclusivamente legato a uno spettacolo da lui scritto e diretto, Zerovskij - Solo per amore. Il disco, dallo stesso titolo, esce il 12 maggio e precede le 11 rappresentazioni live tenutesi tra luglio e settembre 2017 a Il Centrale Live del Foro Italico di Roma, in occasione del Collisioni Festival di Barolo e nelle suggestive location del Teatro del Silenzio di Lajatico, l'Arena di Verona e il Teatro Antico di Taormina.
L'8 settembre 2017 è protagonista di Andrea Bocelli Show, serata organizzata dalla Andrea Bocelli Foundation all’interno del Colosseo a scopo di beneficenza. Partecipano alla manifestazione Elton John, Sharon Stone, Steven Tyler, Antonio Banderas, Sumi Jo, Chris Botti, 2Cellos, David Foster, Renato Zero, Andrea Griminelli, Zara, Aida Garfullina, JuniOrchestra e il Coro dell’Accademia Nazionale di Santa Cecilia mentre tra il pubblico c’era Sophia Loren, Michael Caine, Susan Sarandon, Ray Liotta, Smokey Robinson e tanti altri.
Trattasi di un'operazione di teatro totale, così definita dall'artista, che unisce tutte le maggiori arti (ballo, canto, recitazione): in scena sono coinvolti 61 elementi d'orchestra, 5 nella sezione ritmica, 30 coristi, 7 attori, 5 doppiatori e 12 ballerini. Lo spettacolo-kolossal consiste, infatti, in un vero e proprio musical, con protagonista Zerovskij (personaggio interpretato dallo stesso Zero), capotreno della stazione Terra, attorniato dalle presenze di Vita, Morte, Amore, Odio e Tempo, umanizzati e messi a confronto con le figure di Adamo ed Eva e un 'figlio di nessuno', Enne Enne. Nel cast anche Pino Insegno, come voce fuori campo nei panni di Dio, oltre alla partecipazione in video di Gigi Proietti, nel ruolo di un barbone dinamitardo.
Il progetto, coinciso con il cinquantesimo anniversario di carriera del cantautore romano, è accolto con freddezza e diffidenza dal pubblico e dai fan, complice la natura sinfonica dei brani e un'impostazione assai distante dal classico concerto. Tuttavia, il tour registra sold-out di biglietti venduti in tutte le date e ottiene un riscontro positivo da parte della critica.
Nella primavera 2018, il video dell'opera, effettuato sotto la regia di Gaetano Morbioli l'1 e 2 settembre all'Arena di Verona, approda in versione cinematografica nelle maggiori sale italiane, distribuito da Lucky Red: dapprima dal 19 al 21 marzo, salvo poi essere riproposto anche il 3 e 4 aprile. Il 18 maggio segue la pubblicazione del cofanetto Zerovskij - Solo per amore – Live dall'Arena di Verona, contenente lo spettacolo live in due cd. Il 17 luglio Zero ottiene il premio Ischia Music Legend Award, riconoscimento assegnato dalla giuria del Global Film & Music Fest di Ischia.

#### I 40 anni diTriangolo(2018) eZero il folle(2019)
Il 3 settembre 2018 prende parte alla seconda edizione del Power Hits Estate, manifestazione estiva a cura di RTL 102.5, esibendosi all'Arena di Verona in una nuova versione di Triangolo, remixata da Paolo Galeazzi e accompagnata da un inedito videoclip realizzato per la performance. Tale rifacimento, volto a celebrare il quarantesimo anniversario dall'uscita del brano originale (pubblicato nel 1978), viene poi diffuso dal 23 settembre in streaming e download digitale. Il successivo 30 novembre esce il cofanetto Alt in Tour, formato da un DVD, un Blu-ray e un doppio cd, contenente la registrazione della tappa milanese dell'omonimo tour, tenutosi al Mediolanum Forum di Assago quasi due anni prima, il 7 gennaio 2017.
Inoltre, a fine anno lancia la raccolta Mille e uno Zero - La storia di un inguaribile trasformista, edita da Tattica con Mondadori e distribuita attraverso la rivista TV Sorrisi e Canzoni tra dicembre 2018 e agosto 2019, articolata in 33 uscite settimanali: la collana comprende, per la prima volta, la discografia completa e rimasterizzata (ossia i 30 album in studio realizzati fino ad allora, molti dei quali fuori catalogo da svariati anni e mai ristampati), arricchita da tre compliation inedite (Zero XL, Zero XXL e Zero XXXL), nelle quali sono inseriti singoli e rarità dapprima assenti su supporto fisico e/o digitale.
Il 17 maggio 2019, il brano Mai più da soli anticipa di circa cinque mesi l'uscita del trentunesimo album in studio, Zero il folle, pubblicato il 4 ottobre seguente. Il videoclip del singolo di lancio, nonché l'intero lavoro discografico, è registrato a Londra, avvalendosi della produzione e degli arrangiamenti di Trevor Horn (già partecipe alla realizzazione di alcuni brani dei due capitoli di Amo nel 2013) e della collaborazione, tra gli altri, di Alan Clark e Phil Palmer. Il disco è composto da 13 brani inediti, mediante i quali Renato riflette sulla società contemporanea, con uno sguardo critico sulle nuove tematiche d'attualità, come i social network, la bassa natalità e l'ecologia. Viene distribuito con quattro cover differenti, ognuna raffigurante l'artista con capigliature e copricapi stravaganti.
L'album, dal quale il 13 settembre viene estratto un secondo singolo, La vetrina, ottiene il disco d'oro per le 25 000 copie vendute ed è seguito dal tour Zero il folle in Tour, svoltosi in 28 date in tutta Italia, dal 1º novembre 2019 al 31 gennaio 2020, registrando oltre 200 000 spettatori. Qui, in linea con il concept 'folle' del disco, Zero torna a indossare costumi eccentrici ed estrosi, concedendosi ben 19 cambi d'abito in ogni spettacolo.

### Anni 2020

#### La trilogia diZerosettanta(2020)
Durante l'ultima tappa dello Zero il folle in Tour, il 31 gennaio 2020, il cantautore saluta il suo pubblico dando appuntamento al settembre prossimo, per festeggiare i suoi 70 anni con un grande evento nella Capitale, poi sfumato in seguito allo scoppio della pandemia di COVID-19. A tal proposito, Zero aderisce alla campagna #WeAreItaly, iniziativa ideata dal Ministero degli Affari Esteri e della Cooperazione Internazionale e dedita alla promozione della cultura italiana all'estero anche durante l'emergenza, realizzando un videomessaggio di speranza sulle note di Amico, pubblicato il 27 marzo sul suo profilo Facebook e sul canale YouTube della Farnesina.
È proprio nel primo periodo di lockdown che sviluppa la stesura di Zerosettanta (settanta in riferimento al compimento dei settant'anni di età del cantautore nel medesimo anno), triplo album di inediti, alcuni scritti di sana pianta e altri rielaborati da partiture rimaste incompiute.
Il cofanetto è caratterizzato da una insolita modalità di pubblicazione: ciascuno dei tre volumi viene diffuso singolarmente, l'uno a un mese di distanza dall'altro, in ordine di uscita decrescente, volto a simboleggiare il conto alla rovescia che il pubblico di Zero gli dedica prima dell'inizio dei suoi concerti. Il Volumetre viene pubblicato il 30 settembre, giorno del compleanno del cantante, seguito dal Volumedue (30 ottobre) e Volumeuno (27 novembre), per un totale di 39 tracce, tra cui vengono estratti quattro singoli, quali L'angelo ferito (18 settembre 2020), L'amore sublime (23 ottobre 2020), C'è (20 novembre 2020) e La logica del tempo (29 gennaio 2021).
I tre dischi otterranno ognuno la certificazione di disco d'oro, pari a 25 000 copie vendute. Al raggiungimento del primo posto in classifica FIMI Album con Zerosettanta - Volumedue nella settimana 45 del 2020, Zero supera il suo stesso record e rinnova il primato - tuttora imbattuto - di unico artista italiano presente con almeno un album al numero 1 della classifica in sei decenni consecutivi (anni settanta, ottanta, novanta, duemila, duemiladieci e duemilaventi).
Il 29 settembre 2020, in prima serata su Canale 5, va in onda Zero il folle, registrazione dei concerti svoltisi l'11 e il 12 gennaio 2020 al Mediolanum Forum di Assago, arricchita da contributi realizzati per la trasmissione televisiva (il live non viene poi pubblicato in altro supporto), con la partecipazione di Sabrina Ferilli, Giancarlo Giannini, Alessandro Haber, Monica Guerritore, Serena Autieri, Gabriele Lavia, Anna Foglietta, Giuliana Lojodice e Vittorio Grigolo.
Nel mese di dicembre partecipa al 28º Concerto di Natale, preceduto da un'udienza in Vaticano con papa Francesco, al quale rende omaggio donandogli il cofanetto Zerosettanta. Firma la sigla di apertura del concerto (trasmesso la sera della Vigilia di Natale su Canale 5) con il videoclip del brano È l'età, ambientato in Piazza San Pietro, e canta Il linguaggio della terra e Buon Natale presso l'Auditorium della Conciliazione in Roma, senza la presenza del pubblico in sala.
L'8 giugno 2021 è unico protagonista, insieme a Massimo Ranieri, della serata benefica Con il cuore - Nel nome di Francesco, tenutasi ad Assisi e trasmessa in prima serata su Rai 1 con la conduzione di Carlo Conti. Il 30 agosto dello stesso anno si esibisce nella giornata conclusiva dei concerti legati alla 727ª edizione della Perdonanza Celestiniana, svoltasi a L'Aquila. In tale occasione rende omaggio anche all'amica Raffaella Carrà, scomparsa il mese precedente. Il 4 dicembre è invece ospite del collega Claudio Baglioni nella prima puntata di Uà - Uomo di varie età, per la prima volta insieme in un programma televisivo.

#### Il progetto editorialeAtto di fedee i live al Circo Massimo (2022)
L'8 aprile 2022 viene pubblicato Atto di fede, progetto editoriale di musica sacra interamente composto da Zero, desideroso da tempo di concretizzare questo lavoro, descritto ufficialmente come un 'intenso cammino di riflessione e spiritualità'.
L'opera è formata da un libro e un doppio album contenente 19 brani inediti (interpretati anche da Lorenzo Licitra, Giacomo Voli e Manuele Murè) incentrati sulla figura di Dio e strettamente collegati al tema della fede cristiana, sempre più centrale nella vita dell'artista. Le canzoni sono intervallate da apposite lettere scritte da Alessandro Baricco, Luca Bottura, Pietrangelo Buttafuco, Sergio Castellitto, Aldo Cazzullo, Lella Costa, Domenico De Masi, Oscar Farinetti, Antonio Gnoli, Don Antonio Mazzi, Clemente J. Mimun, Giovanni Soldini, Marco Travaglio, Mario Tronti e Walter Veltroni, narrate dalle voci di Pino Insegno, Giuliana Lojodice, Luca Ward e gli stessi Farinetti, Travaglio e Zero. A ciò si aggiunge anche una versione riarrangiata e rivisitata del brano Ave Maria (1993).
Il 6 aprile, in occasione della conferenza stampa del suddetto progetto, vengono anche annunciati quattro concerti dal titolo 070, concepiti come recupero della tournée legata all'omonima trilogia di album del 2020 e dei festeggiamenti del suo settantesimo compleanno (poi annullati a causa delle restrizioni allora in vigore per via della pandemia di COVID-19). Le serate, che registrano il tutto esaurito e aumentano da quattro a sei, si svolgono dal 23 settembre al 1º ottobre 2022 presso il Circo Massimo di Roma, per la prima volta cornice di un live del cantautore romano, totalizzando circa 100 000 spettatori paganti.
L'evento, similmente allo schema del precedente Sei Zero, è caratterizzato da una scaletta diversa ogni sera e dalla presenza di numerosi ospiti come Jovanotti (che ricambia l'ospitata di Zero al suo Jova Beach Party, avvenuta il 23 luglio a Marina di Cerveteri) Claudio Baglioni, Giorgio Panariello, Stefano Bollani, Diodato, Madame, Fabrizio Moro, Morgan, J-Ax e Alex Britti. Viene ripreso e trasmesso in prima serata su Canale 5 il 26 ottobre e 2 novembre seguenti, rieditato in due appuntamenti speciali, con la regia di Roberto Cenci.

#### Il ritorno in tour conZero a Zeroe in studio conAutoritratto(2023)
A soli cinque mesi dal termine dei concerti romani, Zero intraprende una nuova tournée in giro per l'Italia, intitolata Zero a Zero - Una sfida in musica. Nello spettacolo, in programma dal 7 marzo al 4 maggio 2023 per 24 concerti, il cantautore mette in scena l'eterna rivalità tra le due personalità che lo animano da sempre: Renato (la persona, il lato privato) e Zero (l'artista, il lato pubblico), in apparente contrasto tra loro.
L'11 marzo, durante la tappa fiorentina del suddetto tour, riceve le Chiavi della città di Firenze, da parte del sindaco Dario Nardella. Il 18 maggio seguente prende parte all'evento Al Bano - 4 volte 20, realizzato in occasione dell'ottantesimo compleanno del collega Al Bano, al quale dedica il brano inedito Non ti cambierei. Quest'ultimo viene diffuso il successivo 9 giugno tramite download digitale, devolvendone il ricavato in favore della popolazione colpita dall'alluvione dell'Emilia-Romagna del 2023.
Il brano viene poi inserito nel trentatreesimo album in studio di Zero, uscito l'8 dicembre dello stesso anno e chiamato Autoritratto, insieme alle versioni in studio di altri cinque brani presentati dal vivo durante le ultime due serie di concerti (Quel bellissimo niente, L'avventuriero, Zero a Zero, Cuori liberi, Fortunato) e ad altre sette canzoni inedite. L'uscita dell'album, pubblicato in quattro versioni di colori differenti (come accadde per l'album Zero il folle, uscito quattro anni prima), coincide con l'annuncio di 10 concerti-evento ad esso legati, previsti a Firenze e Roma dal 2 al 21 marzo 2024, e con la pubblicazione della seconda collana Mille e uno Zero, composta dalle ristampe rimasterizzate in vinile di quindici album della sua discografia, di cui alcuni mai pubblicati su 33 giri.
Il 25 maggio 2024, in occasione della Giornata Mondiale Dei Bambini, canta allo Stadio Olimpico di Roma "La vita è un dono" ,"La pace sia con te" e "I migliori anni della nostra vita" dinanzi a Papa Francesco.

#### I nuovi progetti discografici e musicali all'insegna di riadattamenti in italiano di successi di grandi artisti internazionali (2024-2025)
Ad inizio novembre 2024, a conclusione della tournée di Autoritratto, l'artista, durante l'ultima tappa svoltasi nella sua città presenta due nuovi brani inediti, in realtà due cover di brani internazionali famosi, ovvero Silenzio, che lo sguardo tuo parla per te e Resta accanto a me, cover rispettivamente provenienti dai brani Sorry Seems to Be the Hardest Word di Elton John e Redemption Song di Bob Marley. I brani sono usciti il 15 novembre 2024 in digitale e successivamente in 45 giri a tiratura limitata il 6 dicembre. I due singoli dovrebbero anticipare l'uscita di un album di cover previsto nel 2025, con testi completamente riadattati in lingua italiana dallo stesso artista romano.
Il 17 gennaio 2025 vengono pubblicati in digitale altri due brani, ovvero Suoni e Che miracolo sei, anch'essi cover provenienti rispettivamente da Sunny di Bobby Hebb e What a Wonderful World di Louis Armstrong, e il 31 gennaio viene pubblicato il secondo 45 giri a tiratura limitata.
Il 7 marzo 2025 vengono prodotti in digitale, inserendosi nella lista di cover succitata con riadattamenti in italiano da parte dello stesso Zero, altri due brani, ovvero Per sempre noi, proveniente da un famosissimo brano interpretato da Whitney Houston, I Have Nothing e Sarai, che invece è un riadattamento del brano At Last, portato al successo in periodi storici diversi da Etta James e Aretha Franklin, il cui terzo 45 giri a tiratura limitata riporta come pubblicazione il 21 marzo 2025.
Il 20 giugno 2025 vengono pubblicati inizialmente in digitale, poi dal 27 giugno in formato fisico, sono inseriti nello stesso inedito progetto di riadattamenti Un'avvincente scommessa proveniente dal famoso brano di Barry Ryan Eloise, ed E meno male che non siamo dèi, proveniente dal celebre brano di Elvis Presley Can't help falling in love, uno dei più celebri del suo canzoniere, questi brani vanno quindi a rappresentare il quarto 45 giri a tiratura limitata della suddetta lista di cover riadattate in italiano.

## Vita privata

Renato Zero nel 1979

Nel corso dei primi anni di carriera l'artista ha adottato uno stile istrionico, trasformista e stravagante, a volte caratterizzato da accentuati makeup, alimentando voci relative alla sua presunta omosessualità. Nel 2010, in seguito alla pubblicazione dell'album Segreto amore, ha dichiarato di essere eterosessuale. Le uniche relazioni ufficiali, da lui riconosciute, sono state con la sua segretaria Lucy Morante e con Enrica Bonaccorti.
Nel 2003 ha adottato un figlio, Roberto Anselmi Fiacchini, che lo ha reso nonno di due nipoti, Virginia e Ada, alle quali ha dedicato il brano La mia carezza (2020).
È molto legato a Monte Argentario, dove possiede una residenza da decenni. Alcuni dei suoi album sono stati registrati lì, grazie a uno studio mobile.

## Attività filantropica
Renato Zero ha sempre promosso azioni di filantropia e solidarietà a partire dall'epoca del tendone di Zerolandia, dando origine alla sua prima etichetta indipendente, chiamata appunto Zerolandia, che ha aiutato molti giovani artisti. Famoso anche il progetto mai realizzato di Fonòpoli (nome anche della sua casa discografica tra il 1993 e il 2000), un'associazione no-profit destinata alla nascita della "cittadella della musica", uno spazio pensato per dare occupazione e visibilità ai giovani attraverso attività artistiche e culturali.
Noto è anche il suo impegno per la prevenzione dei disagi giovanili, per il recupero dei tossicodipendenti, per gli ospiti delle case di riposo e degli ospedali (a cui ha dedicato il videoclip di Nei giardini che nessuno sa), per i bambini degli orfanotrofi e per quelli nei reparti pediatrici.
Ha partecipato a numerose iniziative e maratone televisive di raccolta fondi, come per la ricerca sul cancro o quella di Telethon sulle malattie genetiche, e in favore delle vittime dei terremoti dell'Aquila e dell'Emilia. Ha girato uno spot per la sicurezza stradale e uno a favore delle attività dei frati francescani di Assisi. È stato uno dei numerosi firmatari del manifesto della Comunità di Sant'Egidio contro la pena capitale, che ha sostenuto, con altre associazioni, la moratoria universale della pena di morte del 2007.

## Rapporto con il pubblico

Renato Zero durante Natale a Zerolandia 1980

I fan del cantante, a inizio carriera definiti zerofolli, sono maggiormente riconosciuti con l'appellativo di sorcini. Il termine nasce nei primi anni ottanta, a Marina di Pietrasanta, quando Zero, osservando i fan che lo attorniavano coi motorini, esclamò: «Sembrano tanti sorci». Da quel momento, per analogia, è diventato "il re dei sorcini".
Tra i molti brani dedicati a loro, il più esplicito e rappresentativo è I figli della topa del 1981 (inserito all'interno di Artide Antartide), nel quale inoltre l'artista promette ai suoi sostenitori la realizzazione di una propria versione delle Olimpiadi, ribattezzate Sorciadi, poi realmente tenutesi l'anno successivo, presso lo Stadio Eucalipti a Roma, partecipando di persona alla premiazione dei vincitori.

## Controversie
Nel 2010, l'artista ha ricevuto un avviso di garanzia dalla Procura di Napoli per evasione fiscale pari a circa 2 milioni di euro, depositati in una banca nel Principato di Monaco. L'inchiesta è nata dalle indagini sulla commercialista del cantante, Stefania Tucci, condannata per truffa. Al 2018, riporta Il Sole 24 Ore, «ogni contenzioso fiscale è stato chiuso e quello penale archiviato».

## Discografia

### Singolo
- 1967 – Non basta, sai/In mezzo ai guai (RCA Italiana)

### Album in studio
- 1973 – No! Mamma, no! (RCA Italiana)
- 1974 – Invenzioni (RCA Italiana)
- 1976 – Trapezio (RCA Italiana)
- 1977 – Zerofobia (RCA Italiana)
- 1978 – Zerolandia (Zerolandia/RCA)
- 1979 – EroZero (Zerolandia/RCA)
- 1980 – Tregua (Zerolandia/RCA)
- 1981 – Artide Antartide (Zerolandia/RCA)
- 1982 – Via Tagliamento 1965/1970 (Zerolandia/RCA)
- 1983 – Calore (Zerolandia/RCA)
- 1984 – Leoni si nasce (Zerolandia/RCA)
- 1984 – Identikit Zero (Zerolandia/RCA)
- 1986 – Soggetti smarriti (Zerolandia/RCA)
- 1987 – Zero (Zerolandia/BMG Ariola)
- 1989 – Voyeur (Zerolandia/BMG Ariola)
- 1991 – La coscienza di Zero (RCA Italiana/BMG Ariola)
- 1993 – Passaporto per Fonòpoli (Zerolandia/BMG Ariola)
- 1993 – Quando non sei più di nessuno (Zerolandia/BMG Ariola)
- 1994 – L'imperfetto (Fonòpoli/Sony Music)
- 1995 – Sulle tracce dell'imperfetto (Fonòpoli/Sony Music)
- 1998 – Amore dopo amore (Fonòpoli/Sony Music)
- 2000 – Tutti gli Zeri del mondo (Fonòpoli/Sony Music)
- 2001 – La curva dell'angelo (Tattica/Sony Music)
- 2003 – Cattura (Tattica/Sony Music)
- 2005 – Il dono (Tattica/Sony BMG)
- 2009 – Presente (Tattica s.r.l.)
- 2013 – Amo - Capitolo I (Tattica/IndipendenteMente)
- 2013 – Amo - Capitolo II (Tattica/IndipendenteMente)
- 2016 – Alt (Tattica/IndipendenteMente)
- 2017 – Zerovskij - Solo per amore (Tattica/IndipendenteMente)
- 2019 – Zero il folle (Tattica/IndipendenteMente)
- 2020 – Zerosettanta (Tattica/IndipendenteMente)
- 2023 – Autoritratto (Tattica/IndipendenteMente)

### Album dal vivo
- 1981 – Icaro (Zerolandia/RCA)
- 1991 – Prometeo (Zerolandia/BMG Ariola)
- 1999 – Amore dopo amore, tour dopo tour (Fonòpoli/Sony Music)
- 2004 – Figli del sogno (Tattica/Sony Music)
- 2016 – Arenà - Renato Zero si racconta (Tattica/IndipendenteMente)
- 2018 – Zerovskij - Solo per amore – Live dall'Arena di Verona (Tattica/IndipendenteMente)
- 2018 – Alt in Tour (Tattica/IndipendenteMente)

### Raccolte
- 1997 – Zero 70 (RCA/BMG)
- 2000 – I miei numeri (Fonòpoli/Sony Music)
- 2006 – Renatissimo! (Sony BMG/Tattica)
- 2008 – Zero Infinito (Sony BMG)
- 2010 – Segreto amore (Tattica/IndipendenteMente)
- 2011 – Puro spirito (Tattica/IndipendenteMente)